# Saionji Kintsune
Saionji Kintsune (西園寺公経, [[[1171]] - 1244] Erro: {{japonês}}: texto da transliteração contém caractere não latino (pos 19) (ajuda)), foi um nobre do período Kamakura da História do Japão, foi o primeiro a usar o nome Saionji.

## Vida e carreira
Seu pai era Fujiwara no Sanemune  e sua mãe era filha de Jimyōin Motoie.
Em 1181 Kintsune foi nomeado Chamberlain,  em 1185 foi nomeado como sub-oficial na província de Echizen e oficial na província de Bizen em 1186. Por 1187 e foi transferido para a Província  de Sanuki. Em 1198 ele foi promovido a Sangi, em 1200 foi lotado como vice-governador de Echizen, em 1206 foi promovido a Chūnagon,  em 1218 tornou-se Dainagon.
Kintsune se casou com a filha de Ichijō Yoshiyasu, que tinha parentesco com o shogun Minamoto no Yoritomo, então Kintsune tornou-se muito próximo do shogunato Kamakura, no entanto, com o assassinato do terceiro shogun Minamoto no Sanetomo em 1219 ocorreu um vazio no poder do shogunato. Em 1221, durante a Guerra Jōkyū esteve ao lado do Imperador Go-Toba, mas foi demitido do cargo de  Dainagon e preso.
A partir daí decidiu se tornar um informante do shogunato e com a vitória deste sobre o imperador, conseguiu a liberdade. Após a guerra civil fortaleceu suas relações com o shogunato e se tornou Naidaijin em 1221, logo em seguida se tornou Daijō Daijin em 1222. Em 1223 após sua renúncia como Daijō Daijin passou o cargo para seu filho adotivo Kujō Michiie. Mais tarde Kintsune se tornaria o primeiro chefe do Kanto Mōshitsugi (embaixador do Shogunato Kamakura na Corte Imperial), uma nova instituição que serviria de elo de ligação entre a Corte Imperial, o Insei e o shogunato.
Fora Kintsune quem originalmente persuadira Go-Toba a indicar Kujō Yoritsune para shogun (1226), e como avô do jovem Senhor de Kamakura, gostava de usufruir do poder e da considerável influência. No entanto, por ser Saionji, um braço dos Fujiwara que não pertencia ao ramo dos regentes, escapou de ser culpado de se associar aos revoltosos na Guerra Jōkyū.
Em 1231 Kintsune abandona seus cargos na Corte para se tornar um monge budista e adotando o nome de Kakushō. 
Com a morte do Imperador Shijo (que não tinha herdeiro). em 1242 o Shogunato Kamakura foi envolvido na política de sucessão. Esta intromissão foi um legado da Guerra Jōkyū. Os candidatos eram o Príncipe Kunito, filho do Imperador Tsuchimikado, e o Príncipe Tadamari o filho do Imperador Juntoku. Kintsune, apoiava Tadamari como imperador, assim como Michiie e a maioria da Corte. Mas, por causa do envolvimento de Juntoku na Guerra Jōkyū, tiveram que buscar o consentimento do Shogunato.
Mas Juntoku ainda estava vivo. Embora vivendo no exílio, e o Bakufu não podia permitir que a sucessão fosse dada a seu filho, uma vez que isso poderia resultar em esforços para trazê-lo de volta a Quioto. Os líderes do Bakufu debateram o assunto e a escolha recaiu à Kunito (o futuro Imperador Go-Saga) apesar da oposição da Corte, era uma política diferente da que o Bakufu vinha realizando, e tornou-se um precedente. Posteriormente, Kamakura passa a controlar a política da sucessão, inaugurando um novo equilíbrio entre os poderes.
Quando o Bakufu declarou sua intenção de não permitir que a sucessão fosse entregue a Tadanari, Kintsune rapidamente passou a apoiar Kunito. Já Michiie continuou a apoiar Tadanari, isso gerou uma quebra nos laços que uniam Kintsune e  Michiie que foi agravado com a entrega da regência para um dos filhos de Michiie, Nijō Yoshizane (Kintsune era avô de Yoshizane e tinha uma maior aproximação dele do que Michiie, que era distante de seu filho). Kintsune em troca do apoio conseguiu que sua neta se tornasse consorte de Go-Saga. Acabando com a exclusividade da consorte vir dos Kujō. Além disso, as ações de Kintsune ajudaram a dividir os filhos de Michiie nas casas Ichijo, Nijō e Kujō. E quando, em algumas gerações, os Takatsukasa se separam dos Konoe, a divisão do Sekke ficou completa. Importantes cargos no governo eram divididos entre as cinco casas regentes Fujiwara, mas os Saionji passaram a controlar a escolha da consorte, reduzindo o poder da linhagem regente para uma pálida sombra de sua antiga glória.
Morreu em 1244 aos 74 anos de idade.
Kintsune foi considerado uma pessoa versátil artisticamente, foi hábil com o Biwa e na poesia waka. Participou de várias competições waka em 1200, 1201, 1202, 1220 e 1232. Dez de seus poemas foram incluídos na antologia imperial Shin Kokin Wakashū e 30 poemas foram incluídos no Shinchokusen Wakashū. Um de seus poemas está incluído no Ogura Hyakunin Isshu e é considerado um dos  Novos Trinta e seis Imortais da Poesia.